# Denim

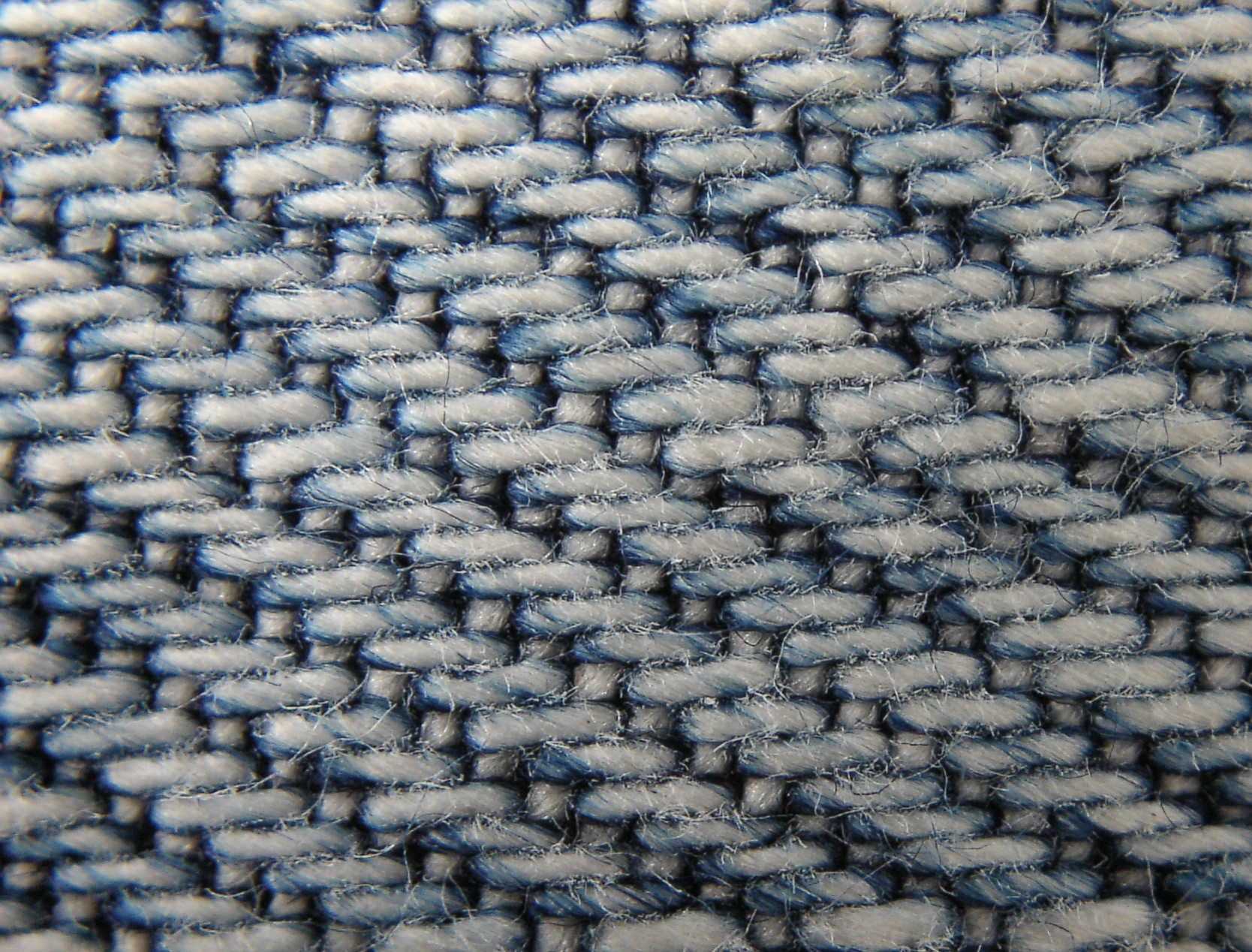
Nahaufnahme eines Denimgewebes mit schräg laufendem Köpergrat

Denim, auch Blue Denim genannt, ist eine Handelsbezeichnung für ein strapazierfähiges und haltbares Baumwollgewebe in Köpergrundbindung, das zu Jeansbekleidung verarbeitet wird. Denim leitet sich her vom französischen „de Nîmes“, was „aus Nîmes“ bedeutet. In der französischen Stadt wurde das Serge de Nîmes (deutsch „Gewebe aus Nîmes“, wobei Serge der Eigenname für ein Gewebe mit fühlbaren „Rippen“ auf der Oberseite ist) seit 1557 ursprünglich für Arbeitskleidung hergestellt. Weltbekannt wurde Denim durch seine Verwendung für die englisch als Jeans bezeichneten strapazierfähigen Hosen von Levi Strauss.
Traditionell wird für Denim ein Kettköper verwendet, bei dem nur der Kettfaden mit Indigo gefärbt, die Schussfäden jedoch rohweiß sind. Anfangs wurden hauptsächlich Ringspinngarne verwendet, die jedoch wegen der höheren Produktionsgeschwindigkeit zeitweise von OE-Rotor-Spinngarnen größtenteils ersetzt wurden. Unter modischen Aspekten verdrängten in den 1990er Jahren  die Ringgarne mit ihrer jeanstypischen „Cross-Hedge“-Optik die Open-End-Garne wieder. Vor dem Weben werden die Kettfäden mit einer Färbung versehen, das heißt, das Garn ist nur von der Oberfläche her, jedoch nicht durchgehend gefärbt. Die Fäden werden entweder im Strang („Rope“) oder aufgefächert nebeneinander („Slasher“) gefärbt. Dabei passieren sie mehrfach das Färbebad mit dem reduzierten löslichen Küpenfarbstoff, um dann immer wieder an der Luft mit Sauerstoff in Kontakt gebracht zu werden. In der Regel geschieht das fünf- bis siebenmal. Je häufiger dieser Vorgang stattfindet, desto tiefer ist die Blaufärbung. Das Garn wird jedoch nie ganz durchgefärbt, weshalb man Jeans so gut auswaschen und durch Reibung (Stone-Wash) aufhellen kann.
Nach längerer Lagerung weisen Denim-Artikel oft gelbliche Stellen auf, die nach dem Waschen heller als der Rest des Kleidungsstückes sind. Dies kommt von einer Abbaureaktion des Indigo zu Isatin durch Ozon, nitrose Gase oder UV-Strahlung.
Die Flächenmasse von Denim wird in oz per yd² (Unze pro Quadratyard) angegeben und liegt für Jeans bei 12 oz (407 g/m²) bis 14,5 oz (492 g/m²), leichterer Denim ab 10 oz (340 g/m²) ist heutzutage jedoch gängig. Auch Jeans aus schwerem Denim bis 21 oz (712 g/m²) sind im spezialisierten Handel problemlos erhältlich.